# Viktor Radous-Zenkovitch
Viktor Alexeïevitch Radous-Zenkovitch (en russe : Виктор Алексеевич Радус-Зенькович), né le 31 décembre 1877 à Arkhangelsk et mort le 4 octobre 1967 à Moscou, est un bolchevik russe ayant notamment présidé les Conseils des commissaires du peuple de la République socialiste soviétique autonome kirghize et de l'Union soviétique.
En marge de ses études à l'université de Moscou, il rejoint le Parti ouvrier social-démocrate de Russie (POSDR) en 1898. Exilé dans l'oblast d'Irkoutsk en 1902, il parvient à fuir vers Genève, où il devient compositeur pour le journal révolutionnaire Iskra. Lorsque les mencheviks en prennent possession, il retourne en Russie, où il mène des actions militantes pour le POSDR à Nikolaïev, Bakou et Moscou tout en contribuant à son organisation militaire à Saint-Pétersbourg et Helsinki. 
Il est le beau-frère de Victor Noguine, autre éminent bolchevik.